# Margaryta Yakovenko
Margaryta Yakovenko (Tokmak, 1992) es una escritora y periodista ucraniana nacionalizada española. 
Se trasladó a Los Alcázares  a los siete años. Estudió periodismo en la Universidad de Murcia y realizó el máster de Periodismo Político Internacional de la Universidad Pompeu Fabra. Ha sido redactora y editora en PlayGround, El Periódico de Cataluña y La Opinión. Actualmente trabaja en El País y colabora con La Sexta. Publicó el cuento «No queda tanto» en la antología Cuadernos de Medusa (2018), de la editorial Amor de Madre. Desencajada (2020, Caballo de Troya) es su primera novela. En el año 2023 ganó el premio Mandarache en la categoría principal, gracias a su obra desencajada

## Obras
- Cuadernos de Medusa (2018, Amor de Madre)
- Desencajada (2020, Caballo de Troya)